# Transcendentálie
Transcendentálie (z latinského transcendentalia < transcendentalis přesažný) jsou ve filozofii základní pojmy, které přísluší každému jsoucnu, neboť jsou základním rysem jsoucna.
Trancendentálie jsou popsány tak, že určují všechny kategorie jsoucna a přesahují je (odtud transcendentalia). První zmínky o transcendentáliích se objevují v Platónově Filébovi a Symposiu a u Aristotela v jeho Metafyzikách a Etice Nikomachově. V návaznosti na tyto filozofy se ve vrcholné scholastice vyvinula samostatná nauka. Ve známosti je dosud ona podoba nauky o transcendentáliích, kterou rozvinul Tomáš Akvinský ve svém spise Quaestiones disputatae de veritate (1256–1259).
Základní určením transcendentálií je, že nemohou být dále převedena na jiná určení. Autoři se liší v jejich výčtu, avšak shodují se všichni na následujících určeních jsoucna:
- verum (pravdivé či poznatelné)
- bonum (dobré)
- unum (jedno)

K těmto se často připočítávají také následující:
- aliquid (určení)
- res (něco, věc; užší vymezení ens)
- pulchrum (krásné coby jednota pravdivého a dobrého)